# Scandia (fabrikant)

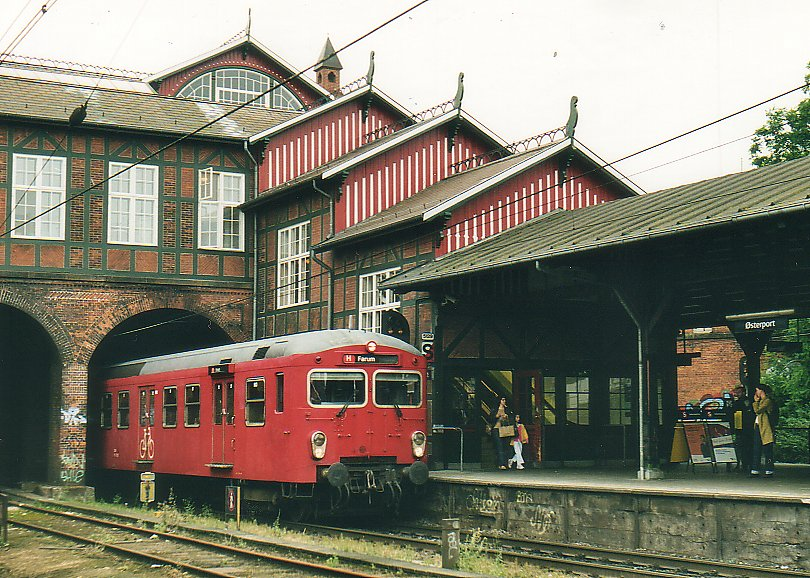
Scandia bouwde onder andere de stuurstandrijtuigen en motorloze tussenrijtuigen van de 2e generatie S-tog voor de DSB.

Scandia AS was een fabrikant van spoorwegmaterieel in de Deense plaats Randers. Sinds 2001 maakte de fabriek onderdeel uit van Bombardier Transportation. In 2014 werd de fabriek stilgelegd en in 2015 werd deze te koop gezet.

## Geschiedenis
In 1861 werd door een Engelse spoorwegmaatschappij een fabriek voor spoorwegmaterieel in Hvide Mølle bij Randers in Denemarken geopend onder de naam "Hvide Mølle". Nadat de werkzaamheden voor deze Engelse maatschappij in 1869 voltooid waren, werd de fabriek verkocht, waarna de naam werd gewijzigd in "Randers Jernbanevogn-Fabrik". In 1875 werd de fabriek opnieuw verkocht, ditmaal aan het nieuw opgerichte bedrijf Scandia, waarbij de naam werd gewijzigd in "Vognfabrikken Scandia". In 1896 verhuisde de fabriek naar de huidige locatie gelegen in Randers aan de spoorlijn Randers - Hadsund en in 1911 werd de naam van de fabriek gewijzigd in "Scandia".
Eind jaren 80 volgde een golf van fusies en naamswijzigingen. De DSB bezuinigde en bestelde daardoor minder materieel, waardoor de inkomsten van de fabriek onder druk stonden. Tevens waren er problemen met de levering van de IC3. Het bedrijf - toen Ascan Scandia geheten - werd gereorganiseerd en ging in 1988 samen met het Zweeds-Zwitserse Asea Brown Boveri (ABB). De fabriek kreeg de naam Scandia Randers A/S. Twee jaar later volgde een nieuwe herstructurering en werd het bedrijf omgedoopt tot ABB Scandia.
In 1996 volgde een fusie met Daimler Benz Transportation, waarna de naam werd gewijzigd in Adtranz. Op 30 april 2001 werd Adtranz verkocht aan Bombardier Transportation en ging verder als Bombardier Transportation Denmark A/S.
In 2014 kwam er einde aan de werkzaamheden in de fabriek te Randers. Een jaar later zette Bombardier de fabrieksgebouwen in de verkoop. Bombardier bleef actief met een vestiging in Hvidovre.

## Spoorwegmaterieel
Scandia heeft veel spoorwegmaterieel aan Deense spoorwegmaatschappijen geleverd. Ook werd de eindmontage van in het buitenland gebouwd materieel bij Scandia in Randers uitgevoerd. Enkele bekende materieeltypen van Scandia waren de stalen railbussen uit de jaren 1947-1952, de 2e generatie S-tog materieel (Scandia bouwde daarvan de motorloze tussenrijtuigen en stuurstandrijtuigen) en de Flexliner treinstellen met de karakteristieke rubber neuzen uit de jaren 1989-1998.